# Paolo Tomelleri
Paolo Tomelleri (Vicenza, 13 giugno 1938) è un sassofonista, clarinettista e bandleader italiano.

## Biografia
Nasce a Vicenza nel 1938. Da subito, si appassiona al jazz ed inizia a studiare clarinetto al Conservatorio Giuseppe Verdi di Milano, dove entra in contatto con Bruno De Filippi, con cui si esibisce in alcune formazioni (ad esempio i Windy City Stompers) in locali milanesi come il Santa Tecla.
Nel 1959 entra ne I Cavalieri, gruppo musicale con Enzo Jannacci al pianoforte, Gian Franco Reverberi al vibrafono, Luigi Tenco al sax e Nando De Luca alle tastiere, e con questo gruppo partecipa a moltissime realizzazioni della Dischi Ricordi, tra cui molti dischi de I Due Corsari di Giorgio Gaber e dello stesso Tenco.
Entra poi come saxofonista e clarinettista nel gruppo di Bruno De Filippi, pubblicando anche un album live (ristampato su CD nel 2003); gli altri componenti del gruppo (oltre a De Filippi alla chitarra, al banjo ed all'armonica a bocca) sono Enzo Jannacci al pianoforte, i fratelli Giancarlo Ratti alla batteria e Marco Ratti al basso elettrico, Alberto Baldan all'organo, Pino Sacchetti al sassofono e Ico Cerutti alla voce.
Suona poi in molte altre formazioni, tra cui sono da ricordare Ghigo e i Goghi, il complesso che accompagna nella prima metà degli anni '60 Ghigo Agosti.
Nello stesso periodo entra nel gruppo di Enzo Jannacci, diventando per più di trent'anni il sassofonista ed il clarinettista del cantautore milanese, lavorando spesso con Pino Sacchetti e suonando anche in altri dischi prodotti da Jannacci (ad esempio in quelli di Cochi e Renato).
Nel 1968 scrive un arrangiamento ballabile di Vola colomba, che viene inciso da Nilla Pizzi (l'interprete della versione originale).
Nel 1971 collabora con Adriano Celentano, suonando in Sotto le lenzuola, ed esibendosi con il molleggiato sul palco del Festival di Sanremo; nella stessa edizione del festival è anche uno dei direttori d'orchestra.
Nel 1973 acquista notorietà come autore per aver composto la musica del brano Sugli sugli bane bane, canzone presentata al Festival di Sanremo 1973 dal complesso vocale femminile Le Figlie del Vento che riscuote anche un discreto successo di vendita, diventando il maggior successo del gruppo pugliese; anche in questa edizione Tomelleri è fra i direttori d'orchestra.
In parallelo con le attività nella musica leggera (che progressivamente abbandonerà a partire dagli anni '90), porta avanti quella di musicista jazz, suonando in molte formazioni, tra cui quella del chitarrista Roberto Frizzo e quella formata dallo stesso Tomelleri con Maurizio Lama, Marco Ratti, Stefano Bagnoli e Carlo Uboldi.
Negli anni '80 come produttore scopre e lancia la cantante Laura Fedele.
Ha anche fatto parte della Big Band di Victor Bach e collaborato con orchestre da ballo, prima fra tutte la band di Juliano Cavicchi; inoltre ha scritto musiche per film, documentari, spettacoli teatrali, jingles pubblicitari, ha pubblicato libri di teoria musicale, solfeggio e studio del clarinetto, ed ha suonato nei più importanti festival di jazz europei.
L'11 settembre 2023 è presente nel docufilm Enzo Jannacci - Vengo anch'io del regista Giorgio Verdelli, dove, con altri artisti, racconta Enzo Jannacci.

## Discografia parziale

### Album
- 1964: Buon Natale a tutto il mondo (Pig, AVA 716; come Orchestra Paolo Tomelleri)
- 1965: Live al Santa Tecla di Milano - 1963 (Bluebell Records, BBLP 35; ristampato in CD nel 2003 dalla On Sale Music; come saxofonista e clarinettista del complesso (diBruno di Filippi)
- 1972: I suoni dell'anima (CAR Juke Box, CRJ LP 00031; come Orchestra Paolo Tomelleri)
- 1973: Orchestra Paolo Tomelleri (lunapark LPARK68003 Orchestra Paolo Tomelleri)
- 1973: Orchestra Paolo Tomelleri (Kansas LDM 17009 Orchestra Paolo Tomelleri)
- 1996: From Duo to Big Band (Saar; come Paolo Tommeleri)
- 1999: Unforgettable (Saar; come Paolo Tomelleri Big Bang)
- 2009: La musica di Ennio Morricone (Saar; come Orchestra Paolo Tomelleri)

### Collaborazioni
- 1959: The explosive Brunetta di Brunetta (EP)
- 1959: Mai/Giurami tu/Mi chiedi solo amore/Senza parole di Luigi Tenco (EP)
- 1959: Mai/Giurami tu di Luigi Tenco (45 giri)
- 1959: Mi chiedi solo amore/Senza parole di Luigi Tenco (45 giri)
- 1959: Precipito precipito precipito di Brunetta (EP)
- 1959: Amore/Non so ancora/Vorrei sapere perché/Ieri di Gigi Mai (EP)
- 1959: Amore/Non so ancora di Gigi Mai (45 giri)
- 1959: Vorrei sapere perché/Ieri di Gigi Mai (45 giri)
- 1959: Ciclone Brunetta di Brunetta (EP)
- 1960: Tell Me That You Love Me/Love Is Here to Stay di Gordon Cliff (45 giri)
- 1960: Quando/Sempre la stessa storia di Dick Ventuno (45 giri)
- 1961: Il mio regno/I miei giorni perduti di Luigi Tenco (45 giri)
- 1962: Luigi Tenco di Luigi Tenco
- 1968: Vengo anch'io. No, tu no di Enzo Jannacci
- 1970: La mia gente di Enzo Jannacci
- 1970: Una serata con Cochi & Renato di Cochi e Renato
- 1972: Jannacci Enzo di Enzo Jannacci
- 1973: Il poeta e il contadino di Cochi e Renato
- 1974: E la vita, la vita di Cochi e Renato
- 1976: O vivere o ridere di Enzo Jannacci
- 1976: Ritornare alle 17 di Cochi e Renato
- 1977: Secondo te...Che gusto c'è? di Enzo Jannacci
- 1977: Libe-libe-là di Cochi e Renato
- 1979: Foto ricordo di Enzo Jannacci
- 1980: Ci vuole orecchio di Enzo Jannacci
- 1980: Nuove registrazioni di Enzo Jannacci
- 1981: E allora...Concerto di Enzo Jannacci
- 1983: Discogreve di Enzo Jannacci
- 1985: L'importante di Enzo Jannacci
- 1985: Colpi di fulmine di Eugenio Finardi
- 1989: Se me lo dicevi prima e altri successi di Enzo Jannacci
- 1989: 30 anni senza andare fuori tempo di Enzo Jannacci
- 1994: I soliti accordi di Enzo Jannacci
- 1998: Quando un musicista ride di Enzo Jannacci